# Gruvdammarna (Kalls socken, Jämtland, 704204-136679)
Gruvdammarna är en sjö i Åre kommun i Jämtland och ingår i Indalsälvens huvudavrinningsområde.